# مرزه
مرزه گیاهی است یکساله از تیره نعناعیان دارای ساقه‌های متعدد و به رنگ مایل به قرمز است که به حالت وحشی در اروپای جنوبی و آسیا (از جمله ایران) به فراوانی می‌روید.

## کاربرد
از این گیاه اسانسی حاصل می‌شود که به صورت مایعی بی‌رنگ یا مایل به زرد است. سرشاخه‌های آن بوی معطر و اثر نیرودهنده و تسهیل‌کننده عمل هضم و مقوی معده و مدر و بادشکن دارد.
این گیاه در ایران جزو سبزی‌های خوراکی به صورت خام و پخته در اغذیه مصرف می‌شود.
شربت گیاهی تیمیان که در داروخانه‌های ایران موجود است حاوی اسانس آویشن، مرزه و رازیانه می‌باشد.